# Giamaica ai Giochi della XXIV Olimpiade
La Giamaica partecipò ai Giochi della XXIV Olimpiade, svoltisi a Seul, Corea del Sud, dal 17 settembre al 2 ottobre 1988, con una delegazione di 35 atleti impegnati in cinque discipline.